# La țigănci
„La țigănci” este o nuvelă fantastică a lui Mircea Eliade. Ea a fost scrisă în iunie 1959 la Paris și publicată în anul 1963 în volumul Nuvele, tipărit de Cercul de Studii «Destin» din Madrid. Nuvela a fost publicată pentru prima dată în România în ediția din septembrie 1967 a revistei Secolul 20, fiind inclusă apoi în volumul La țigănci și alte povestiri, tipărit în anul 1969 de Editura pentru literatură din București.
Nuvela prezintă experiența fantastică trăită de profesorul Gavrilescu ca urmare a unei vizite „la țigănci”, reprezentată de o ieșire a personajului din timpul real și de o călătorie simbolică spre moarte. Academicianul Eugen Simion o considera „o alegorie a morții sau a trecerii spre moarte”.

## Rezumat
Într-o după-amiază toridă de vară, întorcându-se acasă cu tramvaiul după ce ținuse o lecție de pian domnișoarei Otilia Pandele, profesorul bucureștean Gavrilescu își dă seama că și-a uitat servieta cu partituri în apartamentul doamnei Voitinovici, mătușa Otiliei, aflat pe strada Preoteselor nr. 18. Coboară repede ca să ia tramvaiul în sens invers și, după o perioadă de așteptare zadarnică, se duce la umbră și apoi începe să meargă pe jos pentru a evita căldura toropitoare.
În stația următoare este atras hipnotic de mirosul amărui al frunzelor de nuc și de nefireasca răcoare ce venea din grădina unei case înalte ce aparținea unor țigănci, pe lângă care trecuse mulți ani fără să o ia în seamă. Căutând o oază de răcoare, profesorul intră în curte și este dus de o fată oacheșă într-o căsuță veche unde o babă îi oferă posibilitatea de a alege trei fete în schimbul a 300 de lei. Pe drumul spre bordeiul unde se aflau fetele, Gavrilescu simte în mod inexplicabil o senzație de fericire de parcă ar fi fost din nou tânăr și își amintește brusc de Hildegard, marea sa dragoste.:p. 449 Profesorul întâlnește în bordei trei fete tinere (o grecoaică, o evreică și o țigancă) ce îl supun unei probe: el trebuie să ghicească care-i țiganca. Rătăcit în propriul trecut, el nu reușește să ghicească țiganca și se trezește prizonier într-un spațiu labirintic, simțind că trupul său este gol, diform și înfășurat într-o draperie ca un giulgiu.
Gavrilescu se trezește în cele din urmă și iese din curtea țigăncilor, continuându-și drumul cu tramvaiul către apartamentul doamnei Voitinovici. Vecinii de acolo îl informează însă că Otilia se măritase cu opt ani în urmă, iar doamna Voitinovici se mutase în provincie după nunta nepoatei sale. Crezând că a făcut o confuzie din cauza oboselii, ia tramvaiul pentru a ajunge acasă, dar află cu stupoare că prețul biletului fusese majorat de cinci ani, iar bancnota pe care o avea ieșise din circulație cu un an în urmă. Profesorul ajunge în miezul nopții la apartamentul său din zona Vama Poștei, dar este informat că acum locuia acolo o altă persoană. Cârciumarul de la colțul străzii îi spune că Gavrilescu dispăruse inexplicabil în urmă cu 12 ani, iar soția sa, Elsa, îl așteptase o perioadă și apoi plecase la rudele ei din Germania.
Obosit și dezorientat, profesorul se întoarce la casa țigăncilor pentru a cere socoteală pentru încurcăturile petrecute. Baba îi cere 100 de lei și-l trimite în casa cea mare unde se mai afla acum doar o nemțoaică. Intrat în salon, el observă „umbra unei femei tinere”, în care o recunoaște pe Hildegard, iubita sa din tinerețe; aceasta îi spune că îl aștepta de mult timp și îl invită să meargă cu ea. Cei doi ies din grădină „fără să mai deschidă poarta” și urcă într-o trăsură condusă de un birjar, ce fusese în tinerețe dricar. Gavrilescu constată că se întâmplă cu el ceva straniu, asemănător cu intrarea într-o stare de vis, iar Hildegard îi răspunde zâmbind: „Toți visăm [...] Așa începe. Ca într‑un vis...”.:p. 477

## Personaje
- Gavrilescu — profesor de pian din București, în vârstă de 49 de ani, ce consideră că are „o fire de artist”; a studiat la Charlottenburg și este căsătorit cu nemțoaica Elsa
- baba — o țigancă bătrână ce pare să trăiască în afara timpului[3]:p. XLIV
- o evreică, o grecoaică și o țigancă — trei fete tinere cunoscute de Gavrilescu „la țigănci”
- doamna Georgescu (născută Petrescu) — femeie ce locuiește în apartamentul doamnei Voitinovici, „încă tânără, dar cu obrazul palid și veștejit”
- tânărul Georgescu — fiul vitreg al doamnei Georgescu, întâlnit de Gavrilescu în tramvai
- domnul Costică — cârciumarul din cartierul lui Gavrilescu
- birjarul de noapte — un individ bonom, visător și generos, ce a fost dricar în tinerețe
- Hildegard — iubita din tinerețe a lui Gavrilescu
- Elsa — soția profesorului Gavrilescu, originară dintr-un sat de lângă München

## Scrierea și publicarea nuvelei

### Aspecte biografice

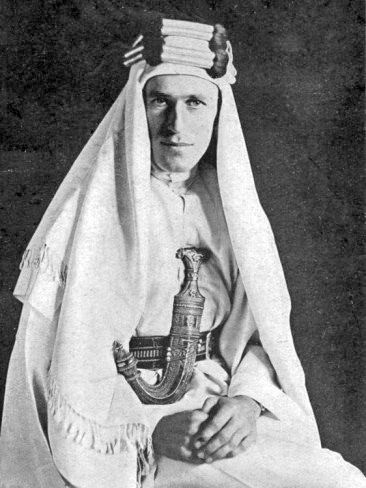
Colonelul T. E. Lawrence, îmbrăcat în straie arabe (1919)

Mircea Eliade este autorul primei traduceri în limba română a cărții Revolta în deșert (1927), autobiografia romanțată a colonelului T. E. Lawrence (1888–1935), un ofițer britanic devenit celebru mai ales pentru rolul jucat în revolta arabilor din 1916–1918 și cunoscut ca „Lawrence al Arabiei”. Personajul este menționat de mai multe ori în această nuvelă de profesorul Gavrilescu care compară căldura toropitoare din București cu cea descrisă de colonelul Lawrence în cartea sa: „Arșița aceea teribilă a Arabiei l-a lovit ca o sabie. L-a lovit în creștet ca o sabie, amuțindu-l”.:p. 443
Apariția cărții a fost semnalată de Mircea Eliade într-un foileton publicat în ianuarie 1932 în ziarul Cuvântul, în care l-a numit pe autor „eroul celei mai romantice aventuri din războiul european” și și-a mărturisit admirația pentru „un om care ar fi putut fi regele deșertului și a refuzat totuși orice titlu onorific... și orice funcție în imperiul colonial britanic”. Personajul s-a identificat cu membrii triburilor beduine, adoptându-le modul de viață și de gândire și reușind astfel să-i mobilizeze la luptă împotriva inamicului comun.
Cartea colonelului a fost tradusă în limba română și prefațată de Mircea Eliade la recomandarea lui Alexandru Traian Rally, secretar al Fundațiilor Regale pentru Literatură și Artă. Oferta a fost acceptată din motive financiare, dar cumulul de activități desfășurate concomitent de traducător l-a determinat pe acesta să apeleze la prieteni (Mary Polihroniade și Wendy Noica, Nina și Mihail Sebastian) pentru a-i traduce câteva capitole. Mircea Eliade nu a apucat să corecteze întregul text înainte de tipărirea cărții în două volume de către Fundația pentru Literatură și Artă „Regele Carol II” în anul 1934. Cartea a fost reeditată în 1935, 1936 și 1940. Traducerea a fost revizuită abia cu ocazia tipăririi celei de-a doua ediții.:p. 273

### Contextul scrierii nuvelei
După mai bine de zece ani petrecuți în exil la Paris, savantul român Mircea Eliade a fost numit visiting professor la Universitatea din Chicago pentru anul școlar 1956–1957, urmând să țină câteva conferințe despre filozofia și tehnicile yoga și despre șamanism în cadrul seminarului „Haskell Lectures”.:p. 465 În iarna anului 1956 i s-a oferit postul de profesor titular și șef al Departamentului de Istoria Religiilor la Universitatea din Chicago.:p. 471
Profesorul Eliade a fost ocupat în anii următori cu activitatea didactică, ținerea de conferințe și redactarea unor studii științifice, reducându-și mult activitatea literară. În iarna anului 1958 a început să se preocupe din nou de cercetarea tradițiilor spirituale românești ca un mijloc de a-și păstra identitatea culturală în SUA. A început să redacteze articolul „Les Daces et les loups” (primul capitol din cartea De Zalmoxis à Gengis-Khan. Études comparatives sur les religions et le folklore de la Dacie et de l'Europe orientale). În primăvara anului 1959 l-a cuprins brusc dorul de literatură. Nu mai scrisese nimic în limba română de când întrerupsese scrierea nuvelei „Pe strada Mântuleasa...”, cu patru ani în urmă. Potrivit memoriilor sale, el a scris repede în lunile martie și aprilie la Chicago două scurte nuvele: „Ghicitor în pietre” și „O fotografie veche de 14 ani”. Eliade intenționa să scrie și „La țigănci”, al cărei subiect îl obseda de mult, dar a amânat redactarea acestei nuvele până în vară.:p. 495

### Scrierea nuvelei
Mircea Eliade a plecat la 13 mai 1959 la Paris, pentru a pregăti cursul de mitologii și rituri inițiatice pe care urma să-l țină la Institutul C.G. Jung din Zürich și conferințele Eranos de la Ascona. Cumnata lui, Sibylle Cottescu, îi închiriase un mic apartament în rue de l'Yvette, dar profesorul a plecat aproape imediat, împreună cu soția sa, Christinel, pentru aproape o lună în Elveția, unde a ținut cursul la institutul din Zürich și s-a întâlnit cu Carl Gustav Jung și cu Ernst Jünger. Soții Eliade s-au reîntors la Paris la 9 iunie, iar scriitorul a adus o măsuță cam șubredă „într-o cămăruță îngustă, cu ferestrele deschise către un zid galben-cenușiu” (în care, după cum a aflat ulterior, se sinucisese cu gaz un student cu o săptămână înaintea sosirii lor), amenajând-o ca birou de scris. El a început să scrie la 15 iunie 1959 nuvela „La țigănci”, lucrând opt-nouă ore pe zi. Nuvela a fost finalizată și transcrisă la 5 iulie, fiind citită în aceeași seară cu încântare de Christinel Eliade. „Emoția și entuziasmul ei mi-au confirmat certitudinea că «La Țigănci» marchează începutul unei noi faze a creației mele literare”, nota scriitorul în memoriile sale.:p. 496

### Publicarea ei
Nuvela a fost publicată pentru prima dată în anul 1963 în volumul Nuvele, tipărit de Cercul de Studii «Destin» din Madrid (condus de George Uscătescu, profesor de filozofie la Universitatea Complutense din Madrid) în cadrul unei colecții de scrieri publicate de personalități românești proeminente ale exilului românesc.
Ca urmare a faptului că, după cel de-al Doilea Război Mondial, opera literară a lui Mircea Eliade a fost interzisă la publicare timp de peste două decenii de către autoritățile regimului comunist, nuvela „La țigănci” a fost publicată în România câțiva ani mai târziu. Scriitorul a fost abordat la Paris în primele zile ale anului 1966 de Ștefan Bănulescu și Marin Sorescu, doi tineri scriitori din România socialistă, care i-au comunicat că Uniunea Scriitorilor din România îl invita să revină în țară. O nouă întâlnire a avut loc în 30 august 1966 la Roma, cei doi tineri scriitori cerând acceptul de publicare a nuvelei „La țigănci” în revista Secolul 20. Textul deținea la acel moment aprobarea cenzurii, după cum autorul aflase anterior dintr-o scrisoare provenită prin filiera Monica Lovinescu.
Nuvela „La țigănci” a fost publicată în revista Secolul 20 (nr. 9, septembrie 1967), fiind însoțită de o notă ideologică a lui Ștefan Bănulescu și de un comentariu-portret semnat de Zoe Dumitrescu-Bușulenga. Ea a fost inclusă apoi în volumul La țigănci și alte povestiri, tipărit de Editura pentru literatură din București. Potrivit dorinței autorului, exprimată într-o scrisoare din 15 iulie 1968 către Elena Beram (redactoarea Editurii pentru literatură), ordinea textelor din acel volum era cea cronologică, iar la sfârșitul fiecărei nuvele era menționat anul redactării ei. Cartea a apărut într-un tiraj destul de mic pentru acele vremuri și, cu toate că a fost prost difuzată în rețeaua de librării, s-a epuizat rapid. Prefața volumului, intitulată „Dialectica fantasticului”, a fost scrisă de profesorul Sorin Alexandrescu, nepotul autorului.

## Tema nuvelei
Tema principală a acestei nuvele o reprezintă relevarea „fantasticului” camuflat în cotidian.:p. 326 Autorul a fost preocupat să descopere sensul autentic și profund al existenței umane, imaginând călătorii inițiatice în lumi paralele pentru a evidenția opoziția între esențial și banal și irelevanța timpului în descrierea sacrului. Intenția scriitorului era să reveleze existența a două lumi paralele în Universul cotidian: o lume reală-profană (lumea de aici) și o lume sacră (lumea de dincolo) care se manifestă permanent, dar discret.
Concepția originală a lui Eliade asupra fantasticului provine, potrivit propriei opinii, din teoria sa despre „irecognoscibilitatea miracolului”, adică din credința sa că, „după Întrupare, «transcendentul» se camuflează în lume sau în istorie, și astfel devine «irecognoscibil»”. Matei Călinescu consideră că numai recunoscând existența miracolului și a sacrului putem depăși lipsa de sens a vieții cotidiene și înțelege adevăratul sens al existenței umane. „Transcendentul sau supranaturalul nu mai reprezintă o amenințare la adresa coerenței lumii; dimpotrivă, el constituie singura promisiune reală a unei asemenea coerențe; și tocmai cotidianul este acela care, la o privire mai atentă, se dovedește a fi de neînțeles, crud și, în ultimă instanță, lipsit de sens”, completează el.
Bucureștiul, locul acțiunii din „La țigănci”, este centrul inițiatic al literaturii lui Mircea Eliade::p. 620 „un oraș plin de semne, epifanii, un oraș inițiatic cu străzi care ascund mistere vechi și indivizi care poartă cu ei, fără să știe, mituri”.:p. 621 Fiecare clădire veche a Bucureștiului pare să ascundă o taină. Lumea care se perindă pe străzile acestui oraș este una tăcută, diferită de lumea agitată din schițele lui I.L. Caragiale, în care indivizii sunt lipsiți de sentimentul sacrului și cred în normalitatea existenței.:p. 621
Nemulțumit de comentariile la adresa acestei nuvele care au pus accentul mai mult pe latura simbolică, Mircea Eliade a notat la 5 martie 1968 în Jurnal că „nu s-a înțeles lucrul esențial: povestirea aceasta nu «simbolizează» nimic, adică nu transformă realitatea imediată printr-un cifru. […] Problema care se pune criticului nu este: cum să descifrez «simbolismul» povestirii? Ci […] cum să interpretez mesajul pe care-l ascunde realitatea ei (mai precis această nouă specie de realitate care mi se dezvăluie citind «aventura» lui Gavrilescu?)”. Autorul a precizat că nuvela creează o lume paralelă, „un Univers independent de geografia și sociologia Bucureștiului de prin anii 1930–1940. Nu trebuie căutat la ce se referă, în realitatea care ne este accesibilă nouă, diferitele episoade, nici ce reprezintă cutare sau cutare personaj. […] Pătrunzând în acest Univers, învățând să-l cunoști, savurându-l – ți se revelează ceva”.
Nuvela divizează lumea în două sublumi paralele: „lumea de dincoace”, caracterizată prin căldura sufocantă, mirosul de asfalt topit și străzi pustii, și „lumea de dincolo”, caracterizată prin răcoare, vegetația abundentă și atracții hedoniste. Bordeiul țigăncilor pare astfel un spațiu atemporal, izolat de banalitatea cotidiană.

## Analiză

### Construcția epică
Nuvela este construită riguros ca o alegorie a trecerii către moarte, după cum remarca profesorul Sorin Alexandrescu, putând fi împărțită în opt episoade după cum urmează: I – în tramvai; II–III – la țigănci, cele trei fete; IV – la țigănci, „visul”; V – în tramvai, la Voitinovici; VI – acasă; VII – pe drum și în birjă; VIII – la țigănci, plecarea finală.:p. XXXIX Cele opt episoade marchează un itinerar spiritual al personajului între Viață și Moarte, Profan și Sacru, lumea „de aici” și lumea „de dincolo”, tradus grafic în chipul următor: Real — „Ireal” — „Real” — Ireal.:p. XL
Episoadele marchează un număr simetric de treceri (intrări și ieșiri) ale personajului din lumea reală în cea ireală și invers. Primul episod este plasat în lumea normală, apoi urmează trei episoade la țigănci, alte trei episoade în lumea exterioară (de această dată „anormală” și dezorganizată) și un ultim episod ce prezintă revenirea la țigănci și plecarea definitivă.:pp. XXXIX–XL Intrarea în grădina țigăncilor reprezintă o ieșire din Real și o intrare intermediară în „Ireal”, personajul părăsind cotidianul și trecând într-o lume vrăjită, atemporală. Ieșirea din grădina țigăncilor este întoarcerea într-o lume aparent cotidiană, căruia personajul nu-i mai aparține și în care se simte înstrăinat.:p. XL
Logica literară a nuvelei este întreruptă brutal la mijlocul textului, odată cu plecarea de la țigănci, intrându-se într-o logică a absurdului ca și „Căldură mare” a lui Caragiale.:pp. XLI–XLII

### Prezența fantasticului în nuvelă
Pătrunderea profesorului Gavrilescu în grădina țigăncilor este rezultatul unei întâmplări accidentale (uitarea servietei), adică se datorează hazardului, și reprezintă o ieșire în afara timpului istoric linear și o trecere într-un timp mitic, circular și reversibil. Călătoria într-un spațiu sacru reprezintă o posibilitate de integrare în absolutul etern, dar este ratată din cauza faptului că personajul este prizonier al trecutului, adică al unui timp în care nu și-a împlinit destinul. El încearcă în mai multe rânduri să povestească „tragediei vieții” lui (în perioada studiilor efectuate în Germania, o substituise într-un moment de slăbiciune pe iubita sa Hildegard cu Elsa), dar nu este lăsat. Traiul în dimensiuni temporale diferite conduce la imposibilitatea comunicării și la eșecul îndeplinirii unei sarcini aparent simple, determinând rătăcirea personajului între două dimensiuni temporale și între două stări (între viață și moarte).:p. XLV
Personajul pare nepregătit să acceadă în „lumea de dincolo”.:p. 364 Pierzând șansa de a pătrunde în Paradis, Gavrilescu trăiește senzația morții trupești și desprinderea de materie: întunericul, tăcerea, goliciunea trupului diform, teroarea spațiului închis, senzația de sufocare în pâslă și înfășurarea în draperie „ca un giulgiu”, toate acestea asemănându-se cu un ritual de îngropare.:pp. XLVI–XLVII Necunoscând împlinirea, spiritul său încearcă să se întoarcă în lume pentru a bântui locurile în care a trăit.:p. XLVII
Reîntors în „realitate” după un timp imposibil de perceput, profesorul descoperă că timpul petrecut de el în grădina țigăncilor a curs diferit în aparență și în realitate. Doamna Voitinovici — din casa căreia credea că plecase de numai două-trei ore — se mutase de multă vreme în provincie, imediat după căsătoria nepoatei Otilia, apartamentul său era locuit de persoane străine, iar soția sa, Elsa, vânduse totul și plecase de 12 ani în Germania, după dispariția fără urmă a soțului ei. Timpul uman trece furtunos chiar în timpul povestirii. Decalajul temporal continuă să crească: banii lui sunt primiți de taxator la prima călătorie cu tramvaiul, dar nu și la a doua când află că banii ieșiseră din circulație de un an.:p. XLVIII Gavrilescu este incapabil să înțeleagă însă această trecere a timpului, la fel ca și Iancu Gore din „Douăsprezece mii de capete de vite”, punând totul pe seama unei confuzii provocate de căldură sau a unei farse. „E la mijloc o confuzie. Acum sunt cam obosit, dar mâine dimineață am să-ți dau eu de rost...”, afirmă el.:p. 473
Personajul se simte înstrăinat și se întoarce la țigănci, pentru a o găsi acolo pe Hildegard (victimă și ea a unei dragoste neîmplinite și la fel de tânără cum o cunoscuse Gavrilescu) care-l aștepta în acest popas între viață și moarte.:p. XLVIII Decalajul temporar dispare, iar personajele conversează ca și cum despărțirea lor ar fi avut loc cu o zi în urmă. Fata se miră că el nu-și înțelege noua stare („E adevărat? (...) Tu încă nu înțelegi? Nu înțelegi ce ți s-a întâmplat, acum, de curând, de foarte curând? E adevărat că nu înțelegi?”, întreabă ea) și acceptă să-i devină ghid către „lumea de dincolo”.
Profesorul Sorin Alexandrescu presupunea că moartea propriu-zisă a profesorului a avut loc în urma unei insolații petrecute în fața porții grădinii țigăncilor sau la sfârșitul nuvelei.:p. XLV Moartea este percepută ca o trecere lină din starea de veghe într-o stare de vis.

### Simbolismul nuvelei

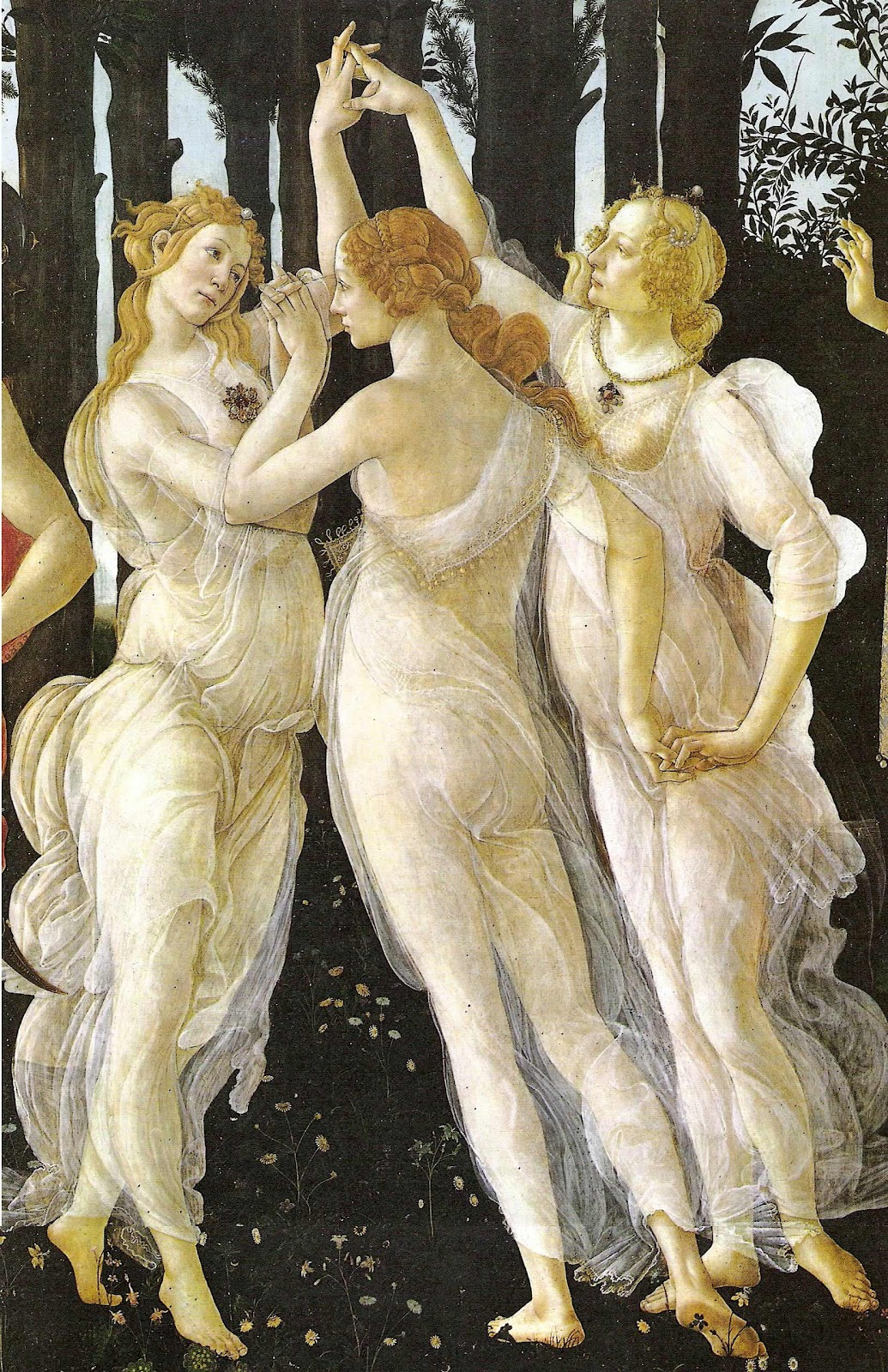
Cele trei grații' (1485–1487)', pictate de Sandro Botticelli.

Tehnica narativă a lui Mircea Eliade integrează o întreagă serie de termeni cu valoare simbolică, anumite cuvinte părând să aibă un dublu înțeles. Criticul Nicolae Manolescu scria că „critica a făcut mai multă hermeneutică pe nuvela lui Eliade decât pe oricare alt text al lui, cu excepția, poate, a nuvelei Pe strada Mântuleasa...”.
Nuvela permite numeroase speculații și trimiteri mitologice, existente și în folclorul fabulos românesc.:p. XL Astfel, Baba ar putea fi Cerberul care păzește intrarea în lume de dincolo și încasează obolul, după tradiție, fiind stăpână a timpului, în timp ce vizitiul dricar este luntrașul Charon care îi transportă pe cei proaspăt morți pe lumea cealaltă. Cele trei fete ar putea fi Ursitoarele sau Parcele care veghează Destinul, zâne provenite din mitologia unor civilizații străvechi:p. XL sau cele trei Grații: Aglaea, Euphrosyne și Thalia, divinități ce reprezintă tot ce este mai seducător în materie de frumusețe, plăcere și fericire.:p. 365 Fetele sunt evocate ca simple siluete grațioase și enigmatice, semănând cu preotesele sau vestalele din temple.:p. XLIV
Ghicitul țigăncii ar putea fi o probă specifică ritualurilor de inițiere, fiind asemănătoare cu provocarea personajelor mitologice din basme de a alege drumul adevărat din trei drumuri, de a intui izvorul dătător de puteri din mai multe izvoare sau de a o găsi, din mai multe figuri asemănătoare, pe fata sortită să-i devină soție. Personajul lui Mircea Eliade ratează această probă, așa cum ratase iubirea cu Hildegard și propria carieră socială. Rătăcirea lui Gavrilescu prin bordeiul întunecat aduce în atenție mitul labirintului.:p. 38 Ghicirea corectă ar fi determinat pătrunderea personajului în toate camerele bordeiului, ajungând să cunoască spațiul sacru și să simtă desfătarea veșnică: „dacă ai fi ghicit-o, ar fi fost foarte frumos, șopti grecoaica. Ți-am fi cântat și ți-am fi dănțuit și te-am fi plimbat prin toate odăile. Ar fi fost foarte frumos”.:p. 458 Paradisul este înfățișat ca un harem nesfârșit promis unui „homo ludens”.:p. XLVI Neputința lui Gavrilescu de a recunoaște hierofania în mulțimea haotică de aparențe „normale” îl aruncă pe Gavrilescu înapoi în lumea profană.
Cifra trei, utilizată frecvent în text, are și ea o valoare simbolică. Profesorul plătește 300 de lei (echivalentul a trei lecții de pian) pentru a identifica trei fete, iar ora la care se petrec aceste întâmplări enigmatice este aproximativ ora trei.
În plus, există în nuvelă mai multe motive de inspirație folclorică, mitologică și literară precum „nunta postumă” (călătoria lui Gavrilescu cu Hildegard către „lumea de dincolo”), obiceiurile ludice de înmormântare, traiul într-un spațiu atemporal, fără a sesiza că timpul s-a scurs diferit în lumea reală (ca în povestea folclorică „Tinerețe fără bătrânețe și viață fără de moarte”), factorii climaterici care produc halucinații și confuzii.

### Personajul principal
Criticul literar Angelo Mitchievici a împărțit personajele lui Mircea Eliade în trei tipuri, în funcție de nivelul de cunoaștere sau de inițiere la care au acces::pp. 25–27
- o elită care se pregătește să părăsească existența profană, terestră, maeștri de inițiere precum Andronic din „Șarpele” (1937), doctorii Honigberger și Zerlendi din „Secretul doctorului Honigberger” (1940) sau profesorul Fărâmă din „Pe strada Mântuleasa...”;
- personaje în curs de inițiere care și-au ratat existența în spațiul profan, marcată de unele confuzii, rătăciri și defazaje temporale, și urmează să se împlinească într-un spațiu transcendent, precum Iancu Gore din „Douăsprezece mii de capete de vite” (1952), profesorul Gavrilescu din „La țigănci” (1959), Ștefan Viziru din Noaptea de Sânziene, Antim din „Uniforme de general” (1971), profesorul Dominic Matei din „Tinerețe fără tinerețe” (1976); și
- personaje complet opace care se află cu totul în spațiul profan precum detectivii francezi din „La umbra unui crin” sau anchetatorii profesorului Fărâmă din „Pe strada Mântuleasa...”.

Eseistul și istoricul religiilor Ioan Petru Culianu considera că începuturile perioadei de creație din exil al lui Mircea Eliade sunt marcate de o trecere de la revelarea sacrului de către un specialist inițiat (precum Andronic, dr. Zerlendi sau Swami Shivananda din nuvelele fantastice scrise înainte de război) la trăirea unui miracol irecognoscibil de către un personaj inocent, „ingenuul, idiotul prin excelență al esoterismului arthurian medieval” extras din mitul lui Parsifal (cavalerul sărac cu duhul din miturile germane).
Personajul Gavrilescu este un profesor de pian ratat ce mimează o stare de intelectualitate prin referirea permanentă la colonelul Lawrence, al cărui nume îl reținuse din conversația unor studenți, dar despre care nu știe nimic. El are însă o vocație de artist, fiind un visător donquijotesc ce aspiră către desăvârșire.:p. 369 „Pentru păcatele mele am ajuns profesor de pian, dar idealul meu a fost, de totdeauna, arta pură. Trăiesc pentru suflet...”, exclamă el.:p. 448 Personaj cât se poate de banal, el a fost ales tocmai din acest motiv ca subiect receptor al revelației spirituale. Eugen Simion îl considera un cal răpciugos în care „se ascunde sufletul nobil al sacrului”. Lipsa de intuiție a personajului îl face incapabil să discearnă lucrurile cu adevărat importante, alegând nesemnificativul în locul esențialului.
Academicianul Eugen Simion l-a asemănat pe profesorul Gavrilescu cu personajul caragialian Mitică, ambii fiind la fel de guralivi, de grăbiți și de orgolioși. Când una din fete observă că profesorului îi este frică să le ghicească, el este cuprins de orgoliu, se face un pas înainte, ridică brațul solemn și rostește o replică de „cea mai pură culoare miticească”: „Domnișoarelor! strigă el, jignit. Văd că nu știți cu cine aveți de-a face. Eu nu sunt un oarecine. Eu sunt Gavrilescu, artist. Și înainte de a fi ajuns, pentru păcatele mele, un biet profesor de pian, eu am trăit un vis de poet. Domnișoarelor, exclamă patetic (...), la 20 de ani eu am cunoscut, m-am îndrăgostit și am iubit pe Hildegard!”.

### Atmosfera balcanică a Bucureștiului
Aflat în exil în străinătate, Mircea Eliade a trăit nostalgia Bucureștiului interbelic, simțind nevoia reconstruirii universului tinereții sale așa cum a făcut-o și Ion Creangă în amintirile sale. Scriitorul eternizează orașul copilăriei și tinereții sale, creându-i imaginea unei porți de intrare în Paradis.:p. 366
București toropit de căldură din „La țigănci” are un aspect balcanic pitoresc de origine caragialiană sau „țigănit și fanariotizat”, după cum îl considera criticul Ion Rotaru.:p. 363 Descrierile străzilor pustii ale Bucureștiului, ale conversațiilor din tramvai sau de pe stradă sau a interiorului exotic și aglomerat al bordeiului îl plasează pe Mircea Eliade în tradiția scriitorilor „balcanici” autohtoni, de la Dionisie Eclesiarhul, Pitarul Hristache și Zilot Românul, până la Ion Ghica, Ion Luca și Mateiu Caragiale, Ion Barbu, Urmuz, Ion Marin Sadoveanu și Eugen Barbu.:p. 367
Nuvela La țigănci” a fost comparată, datorită pitorescului său balcanic, cu scrieri caragialiene precum nuvela „La hanul lui Mânjoală” sau schițe ca „Petițiune” sau „Căldură mare”. Căldura mare și birjarul filozof sunt aspecte întâlnite în Momentele și schițele lui Caragiale. Profesorul Gavrilescu, guraliv și confuz, poate fi asemănat cu un personaj caragialian.:p. 369
Cu toate acestea, Bucureștiul lui Mircea Eliade este unul imaginar, având toponime fictive și simbolice precum strada Preoteselor, unde locuia și locotenentul de roșiori din „Podul” (1963).

## Aprecieri critice
Nuvela a fost primită de critica literară cu elogii. Ea a fost considerată „un giuvaer al literaturii lui Mircea Eliade”:p. 363 (Dumitru Micu, în Introducere la vol. Maitreyi * Nuntă în cer, E.P.L., 1969), „indiscutabil o capodoperă a fantasticului românesc” (Eugen Simion) sau „capodopera prozei scurte a lui Eliade” (Nicolae Manolescu).
Comentând scrierile lui Mircea Eliade, eseistul Nicolae Steinhardt (1912–1989), un evreu convertit în închisoare la Ortodoxie și devenit ulterior monah la Mănăstirea Rohia, a scris în volumul Jurnalul fericirii (Ed. Dacia, Cluj-Napoca, 1991) că nuvelele „La țigănci”, „Adio!...” și „Pe strada Mântuleasa” sunt „trei perfecțiuni”.:p. 600
Criticii literari au evidențiat existența unor asemănări stilistice cu „noul roman francez” și cu romanele sud-americane.:p. 369 Abolirea timpului istoric nu este realizată prin recurgerea la categoriile schopenhaueriene-kantiene ale timpului și ale spațiului (procedeu utilizat de Mihai Eminescu în „Sărmanul Dionis”), ci prin procedeele de redare ale realismului magic practicate de prozatorii sud-americani.:p. 363
Fantasticul nuvelei este unul diurn, cu întâmplări ce au loc la lumina zilei, fiind diferit de fantasticul de tip gotic (practicat de E.T.A. Hoffmann și de Edgar Allan Poe) în care misterele se petrec la adăpostul întunericului și a ceții.
Criticul Nicolae Manolescu recomanda citirea nuvelelor „La țigănci” și „Pe strada Mântuleasa...” „pentru splendoarea lor ambiguă și plină de poezie mai degrabă decât pentru cine știe ce savant ascunse scenarii mitice”, afirmând că finalul liric al nuvelei „La țigănci” este „probabil, cel mai frumos din toată literatura noastră fantastică”.

## Traduceri
Nuvela „La țigănci” a fost tradusă în mai multe limbi străine:
- poloneză („U cyganek”, în vol. Śmierć Ipu. Opowiadania rumuńskie, Państwowy Instytut Wydawniczy, Varșovia, 1971; traducere de Irena Harasimowicz),
- maghiară („Cigánylányok”, în vol. Különös kalandok, Editura Kozmosz, Budapesta, 1976; traducere de György Belia; o altă traducere a fost realizată de János Székely și publicată sub titlul „A lányoknál”, în vol. Serampuri Ejszakak, Editura Kriterion, București, 1980),
- germană („Bei den Zigeunerinnen”, în vol. Bei den Zigeunerinnen. Phantastische Geschichten, Suhrkamp, Frankfurt pe Main, 1980; traducere de Edith Silbermann, reeditată în 1981; o altă traducere de Elga Oprescu, în vol. Eva Behring, Die tanzende Katze, 1985),
- engleză („With the Gypsy Girls”, în Tales of the Sacred and Supernatural, Westminster Press, Philadelphia, 1981; traducere de William Ames Coates; o altă traducere de Ana Cartianu în vol. Mystic Stories: The Sacred and Profane, Vol. II, East European Monographs, Boulder, 1992),
- franceză („Le Bordeï des bohémiennes”, în vol. Les Trois grâces: nouvelles, Gallimard, Paris, 1984; traducere de Alain Paruit),
- cehă („U Cikánek”, în revista literară Světová literatura, nr. 1, 1985; traducere de Jiří Našinec, reeditată în 1990 de Editura Vyšehrad din Praga în vol. Tajemství doktora Honigbergera),[37][38]
- rusă („У цыганок”, în revista literară Иностранная литература, nr. 8, 1989; traducere de Anastasia Starostina, reeditată în vol. Под тенью лилии, Editura Enigma, Moscova, 1996; o altă traducere a fost realizată de Tatiana Ivanova și publicată în 2000 în vol. Гадальщик на камешках, Ed. Azbuka, Sankt Petersburg)[39][40][41]
- italiană („Dalle zingare”, Editoriale Lette, Firenze, 1990; traducere de Ion Chiriță), spaniolă („El burdel de las gitanas”, în vol. El burdel de las gitanas, Ediciones Siruela, Madrid, Col. Libros del Tiempo, nr. 65, 1994; traducere din franceză de María Teresa Gallego Urrutia și María Isabel Reverte Cejudo, reeditată în 1995, 2000 și 2003),
- sârbă („Kod Ciganki”, Srpska književna zadruga, Belgrad, 1999; traducere de Mariana Dan; reeditată în vol. Tajna doktora Honibergera i druge novele, Paideia, Belgrad, 2002),
- bulgară („При циганките”, în vol. Гадателят. Госпожица Кристина. При циганките, Zaharii Stoianov, Sofia, 2002; traducere de Ognean Stamboliev),
- japoneză („Jipushī musume no yado”, în vol. Eriāde gensō shōsetsu zenshū, vol. 2 (1959–1971), Sakuhinsha, Chiyoda, Tokyo, 2004; traducere de Haruya Sumiya),[42][43]
- portugheză („Nas ciganas”, în vol. Nas ciganas. Novelas Completas, Edições Cavalo de Ferro, Lisabona, 2004; traducere de Anca Ferro) și altele.[44]

## Adaptări

### Teatru, operă și dans
Nuvela „La țigănci” a constituit o sursă de inspirație pentru alte creații artistice. Ea a fost adaptată în mai multe spectacole de teatru. Primul spectacol a fost realizat în anul 1993 de regizorul Alexander Hausvater la Teatrul Odeon din București, având la bază un scenariu cu multe adaosuri al lui Cristian Popescu, în care acțiunea din partea a doua a piesei se petrecea în primii ani de comunism. Spectacolul avea o scenografie opulentă și pe actorul Florin Zamfirescu în rolul principal. În anul 1997 a avut loc premiera spectacolului „Cazul Gavrilescu”, pus în scenă la Teatrului Nottara din București în regia lui Gelu Colceag. Spectacolul „La țigănci” a mai fost reprezentat de trupa de teatru Catharsis din București, în regia Doinei Șandrea; Teatrul Bastion i-a acordat în anul 2007 premiul I, premiul pentru scenografie și cel pentru coregrafie. O altă montare teatrală a avut loc în anul 2014, fiind adaptată și regizată de Andrei și Andreea Grosu la UNTEATRU București. Noul spectacol respecta textul original al scrierii lui Mircea Eliade și nu încerca să explice nimic, păstrând ambiguitatea acțiunii.
Textul lui Eliade a cunoscut în două versiuni pentru operă: „Arșița” (compozitor Nicolae Brânduș) – spectacolul a fost prezentat în 1986 în studiourile Radioteleviziunii Române și a fost considerat evenimentul stagiunii de critica de specialitate –, și „...G...” (compozitor Fred Popovici) – realizată în 1988. De asemenea, Compania de dans Mandala din Sfântu Gheorghe a realizat în 2007 un spectacol de teatru-dans, după nuvela lui Mircea Eliade, în regia lui Aimen Klimmeron, care „este rezultatul unui demers temerar (...) de a descoperi sensurile din textul lui Mircea Eliade, apelând la forța de expresie a dansului contemporan”. În anul 2025 compozitorul Șerban Nichifor a elaborat suita de balet La țigănci (cu durata de 18 minute), ce a fost publicată în Franța.

### Film
Filmul Eu sunt Adam! (lansat în 1996 și având o durată de 108 minute) a fost inspirat din proza fantastică a lui Mircea Eliade, mai precis din nuvelele „Pe strada Mântuleasa...”, „La țigănci” și „Uniforme de general”.:p. 34 Cineastul Dan Pița (scenaristul și regizorul acestui film) a plecat de la ideea că toate cele trei nuvele au un personaj comun: profesorul. Este vorba de profesorul de pian Gavrilescu din nuvela „La țigănci”, profesorul de violoncel Antim din nuvela „Uniforme de general” și profesorul Fărâmă din nuvela „Pe strada Mântuleasa”, fiecare dintre ei fiind obsedați de trecut și victime ale propriei lor identități.:p. 77
Personajul principal al filmului este un profesor de muzică de la o școală primară de pe strada Mântuleasa (interpretat de Ștefan Iordache) care a fost arestat în anii '50 ai secolului al XX-lea de către Securitate și anchetat timp de 12 ani până la pierderea identității; pentru a-și amâna sentința el inventează tot felul de povești stranii, unele reale și altele imaginare. Unele personaje capătă roluri duble în imaginația profesorului precum doamna ministru Anca Vogel (inspirată de Ana Pauker) care devine matroana bordelului de „la țigănci”:p. 428 și care transformă ghicitul țigăncii într-un interogatoriu în toată regula, aducând fantasticul pe tărâmul realității.:p. 83 Eliberat din închisoare, el găsește un univers nou: soția sa a plecat în străinătate, vecinii au murit de mult, iar nimeni nu-l mai recunoaște.:p. 90
Criticul Călin Căliman considera acest film ca fiind „cel mai ambițios proiect estetic” al lui Dan Pița, o ecranizare „ambițioasă, riscantă și dificilă” a scrierilor lui Mircea Eliade.:p. 427 În opinia sa, filmul lui Dan Pița prezintă încercarea disperată a intelectualului ce trăiește într-o epocă totalitară și absurdă de a-și regăsi identitatea pierdută, proces în care se rătăcește atât de mult în propriul trecut încât pierde orice legătură cu prezentul.:p. 428 Criticul de film Călin Stănculescu a formulat o opinie mai vehementă, afirmând că Eu sunt Adam! este „cvasiinutil, ineficient ca abordare a literaturii lui Mircea Eliade și minor ca demers cinematografic”.

### Alte adaptări
O variantă audiobook a nuvelei, în lectura actorului Victor Rebengiuc, a fost lansată în 2011 de Editura Humanitas Multimedia din București.